# Noyau externe
Cet article concerne le noyau de la Terre. Pour les autres significations, voir Noyau.
Pour un article plus général, voir Structure interne de la Terre.

Coupe schématique des couches terrestres internes.
1. Croûte continentale
2. Croûte océanique
3. Manteau supérieur
4. Manteau inférieur
5. Noyau externe liquide
6. Noyau interne (ou graine solide)
A. Discontinuité de Mohorovičić
B. Discontinuité de Gutenberg
C. Discontinuité de Lehmann

Le noyau externe est la partie liquide du noyau de la Terre, couche intermédiaire située au-dessus de la graine solide (noyau interne) et au-dessous du manteau terrestre. Comme la graine, le noyau est un alliage métallique, principalement constitué de fer et de nickel. Le liquide du noyau externe est animé de mouvements convectifs rapides qui induisent un effet dynamo à l'origine du champ magnétique terrestre.

## Structure
Les études des ondes sismiques qui se propagent à l'intérieur du globe terrestre ont permis à Richard Oldham  de proposer l'existence d'un noyau central, plus dense, à l'intérieur de la Terre. En effet, les ondes sismiques P, ou ondes primaires ou de compression, se réfractent vers le bas à l'interface Noyau Manteau, située à 2 900 km de profondeur, laissant une "zone d'ombre" à la surface de la Terre, c'est-à dire une zone où les ondes P n'apparaissent plus sur les sismogrammes enregistrés. Cette zone d'ombre est située à une distance de 103 à 142° de l'épicentre du séisme (cf figure). Cette discontinuité sismique est connue sous le nom de discontinuité de Gutenberg, selon le nom du sismologue allemand Beno Gutenberg qui caractérisa cette interface en 1914.

Zone d'ombre des ondes P (USGS)

Plus tard, en 1926, Harold Jeffreys proposa la nature fluide de la matière dans le noyau externe en utilisant différents arguments dont celui de l'absence d'ondes S, ou ondes secondaires ou de cisaillement, dans le noyau externe.
En 1936, la sismologue danoise Inge Lehmann découvrit toutefois des signaux sismiques dans la zone d'ombre. Elle interpréta ces signaux comme la réfraction des ondes P à la surface de la graine terrestre solide (noyau interne). Elle decouvrait ainsi la graine terrestre.
Cette structure du noyau fut confirmée par la sismologie moderne et en particulier par le modèle inverse PREM  (Preliminary Reference Earth Model) . Selon PREM, le noyau externe actuel est une couche intermédiaire qui commence à la surface de la graine située à 1 220 ± 5 km de rayon et se termine à la base du manteau 3 480 ± 10 km de rayon.
La pression statique peut se déduire de la connaissance de la densité en fonction de la profondeur (et donc de la gravité). Il règne une pression de 330 GPa à la base du noyau liquide et de 130 GPa à la surface du noyau.
De même que la surface terrestre est aplatie aux pôles (aplatissement f = 1/298,257), du fait de sa rotation propre, le noyau externe et la graine sont des sphéroïdes aplatis (f = 1/393 et 1/416, respectivement). L'aplatissement du noyau externe et de la graine peut être déterminé avec une bonne précision grâce à l'observation des nutations terrestres.

## Composition
Il n'y a pas d'observation directe de la matière qui constitue le noyau terrestre. 
L'étude chimique des météorites a permis aux géochimistes de construire un modèle de Terre qui, par soustraction du manteau terrestre des météorites indifférenciées, permet de postuler que le noyau terrestre est principalement constitué de fer et d'un peu de nickel. Cette hypothèse est fortement soutenue par la densité du noyau, déterminée par les sismologues, qui est très proche de celle du fer dans les conditions de pression et température depuis la limite manteau-noyau jusqu'au centre de la Terre.
En 1952, Francis Birch montre par des expériences sur des minéraux à hautes pression et température que le manteau terrestre est principalement constitué de silicates, le noyau externe de fer liquide et le noyau interne de fer solide, cristallin. Des mesures plus précises de la densité du fer pur dans les conditions de pression et température du noyau montrent que la densité du noyau liquide est un peu inférieure (de l'ordre de 10 %) à celle du fer pur. Le noyau externe serait donc une solution de fer et d'éléments plus légers tels que le silicium, l'oxygène, le soufre et le carbone,, voire l'hydrogène et l'oxygène sous forme d'eau dissoute.
Au cours l'accrétion de la Terre, les météorites (et protoplanètes) fondent lors de leur impact avec la Terre. Le fer (accompagné du nickel), plus dense, coule alors vers la partie centrale de la planète pour y former le noyau, alors entièrement liquide. Ce processus de différenciation entre le noyau et le manteau aurait été assez rapide (< 100 millions d'années) selon les géochimistes. Lors de sa migration vers le centre, le fer liquide, au contact des roches silicatées, collecte certains éléments chimiques. Parmi eux, les éléments dits sidérophiles qui, aujourd'hui, semblent manquer dans le manteau terrestre en comparaison de leur teneur dans les météorites (parmi eux, l'or, le cobalt, le manganèse, le platine, etc.), mais aussi les éléments légers de l'actuel noyau externe.
Ensuite, au cours du refroidissement de la Terre, le liquide cristallise en formant la graine au centre du noyau. Les études sismologiques montrent que la graine est plus dense que le noyau liquide qui l'entoure. Elle est presque certainement plus pure en fer-nickel, ce qui conduit le noyau liquide à s'enrichir en éléments légers au fur et à mesure que la graine croît.
La température dans le noyau externe est déduite des mesures de la température de fusion du fer à haute pression, effectuées en 2013 à l'European Synchrotron Radiation Facility. À la pression de la surface de la graine, la température de fusion du fer est de l'ordre de 5 000 K, mais varie de 500 à 1 000 K selon la composition précise. En admettant que le noyau liquide est isentrope, on peut évaluer que la température du noyau externe est 2 000 K plus faible à sa surface qu'à sa base.

## Dynamique

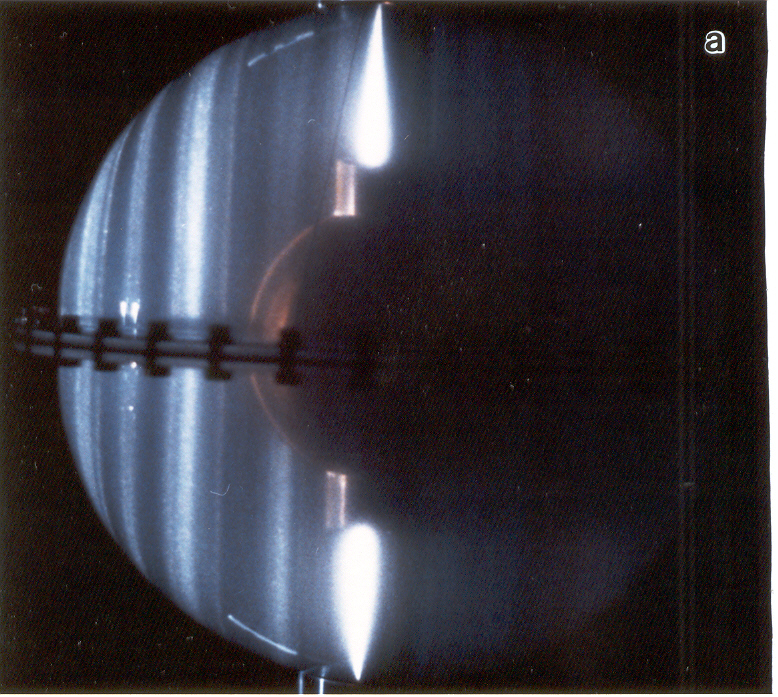
Expérience de convection thermique dans une sphère en rotation. Les paillettes en suspension dans l'eau montrent les colonnes de convection.

Schéma de tourbillons de convection fabriquant le champ magnétique dans le noyau terrestre.

Le fluide du noyau liquide est très peu visqueux. La viscosité du liquide contenu dans le noyau est évaluée par les géophysiciens en observant l'évolution de la rotation de la Terre. En effet, un liquide visqueux attacherait fortement le noyau au manteau terrestre et l'atténuation des oscillations de l'axe de rotation de la Terre (précession et nutation) s'en verrait fortement affectée. D'autres méthodes d'évaluation conduisent à des résultats très différents et la viscosité du noyau liquide reste très mal déterminée.
Pour autant, en première approximation, on considère que le liquide du noyau a la même viscosité dynamique que l'eau. Comme pour les océans de surface, la dynamique du noyau liquide va être fortement influencée par la rotation de la Terre.
Le refroidissement de la Terre entraine des mouvements de convection thermique dans le noyau externe. La matière chaude, plus légère, monte dans le champ de gravité par rapport à la matière refroidie en surface, plus dense, qui va descendre vers la graine. La force de Coriolis engendre un enroulement de la matière sous forme de tourbillons. À cause de la prédominance de la force de Coriolis, les tourbillons s'alignent selon l'axe de rotation de la Terre. Ces tourbillons se propagent dans le noyau terrestre sous forme d'une onde connue sous le nom d'onde de Rossby dans l'atmosphère et les océans terrestres. Cet alignement des tourbillons avec l'axe de rotation, aussi appelé géostrophie, explique pourquoi le champ magnétique produit dans le noyau est aussi en moyenne aligné avec l'axe de rotation.
Une autre source de mouvement dans le noyau liquide est la convection compositionnelle. Elle résulte de la cristallisation fractionnée du liquide du noyau externe, qui fait croître le noyau interne (ou graine). L'alliage fer-nickel qui se dépose à la surface de la graine étant plus pur que le métal liquide dont il précipite, le processus de solidification libère des éléments légers (les impuretés) à la base du noyau externe. Le métal liquide à ce niveau étant donc plus léger, il est dynamiquement instable et monte à travers le noyau externe, en se mélangeant progressivement au reste du liquide.
La vitesse des courants de convection du noyau externe est déduite de la variation temporelle du champ magnétique. Les vitesses typiques sont de l'ordre du mm/s (3,6 m/h).

## Dynamo
Le noyau externe est animé de mouvements convectifs rapides qui induisent un effet dynamo  à l'origine du champ magnétique terrestre.